# Allgemeinpharmazie
Die Allgemeinpharmazie (früher Offizin-Pharmazie) ist das Teilgebiet der Pharmazie, das sich mit den Tätigkeiten in einer öffentlichen Apotheke befasst, insbesondere mit Entwicklung, Herstellung, Prüfung und Abgabe der Arzneimittel sowie Information und Beratung darüber. Die Allgemeinpharmazie ist eines der Weiterbildungsgebiete für Apotheker, um die Berufsbezeichnung Fachapotheker zu erlangen.

## Eigenschaften
Der Begriff Offizin-Pharmazie kommt von Offizin, dem Arbeits- und Verkaufsraum einer Apotheke.
Schwerpunkte dieser Weiterbildung sind Herz-Kreislauf-Erkrankungen, Schmerzen und Erkrankungen des rheumatischen Formenkreises, Erkrankungen des Atemtraktes,  Erkrankungen des Gastrointestinaltraktes, Erkrankungen der Haut, Infektionskrankheiten, Erkrankungen des Nervensystems, Zytostatika-Therapie und -Praxis, die Sammlung, Wertung und Weitergabe von pharmazeutischen Informationen, Kommunikationstraining, Probleme bei der Prüfung von Fertigarzneimitteln, Probleme beim Umgang und der Lagerung von Arzneimitteln bei Patienten und Pflegekräften, Probleme bei der rezepturmäßigen Herstellung von Arzneimitteln, Screeningmethoden zur Untersuchung von Körperzuständen und von Körperflüssigkeiten, Interpretation von Laborwerten, die Apotheken-, sozial- und vertragsrechtlichen Grundlagen der Hilfsmittelversorgung, Anwendung und Beurteilung von Medizinprodukten (z. B. Kompressionsstrümpfe, medizinische Bandagen, …), Besondere Therapierichtungen (z. B. Homöopathie) sowie Betriebsführung und Arbeitsrecht.
Außerdem ist im Rahmen der Weiterbildung mindestens eine Projektarbeit zu erstellen. Je nach Ausbildungsordnung sind auch Fachgespräche zu dokumentieren. Regulär Weiterzubildende müssen als Angestellte in einer zur Weiterbildung qualifizierten Apotheke arbeiten. Nach erfolgreicher Abschlussprüfung ist der Apotheker zur Führung der Berufsbezeichnung Fachapotheker/in für Allgemeinpharmazie berechtigt. Diese kann auch kombiniert werden mit anderen Zusatzbezeichnungen, wie beispielsweise Homöopathie und Naturheilverfahren oder Ernährungsberatung.